# اليسار المتحد الأوروبي-اليسار الأخضر النوردي
اليسار المتحد الأوروبي-اليسار الأخضر النوردي مجموعة سياسية يسارية في البرلمان الأوروبي، تم تأسيسها عام 1995.
تتألف المجموعة من أحزاب سياسية ذات توجهات اشتراكية وشيوعية.

## خلفية تاريخية
في عام 1995، أدى اتساع الاتحاد الأوروبي إلى تأسيس مجموعة أحزاب اليسار الأخضر النوردي. اتحد اليسار الأخضر النوردي (NGL) مع المجموعة الاتحادية لليسار المتحد الأوروبي (GUE) في السادس من يناير 1995، وشكلا المجموعة الاتحادية لليسار المتحد الأوروبي/اليسار الأخضر النوردي. وقد أضيفت اللاحقة الخاصة باليسار الأخضر النوردي (NGL) إلى المجموعة المتوسعة نظرا لإصرار أعضاء البرلمان الأوروبي السويديين والفنلنديين. تألفت المجموعة في البداية من أعضاء من البرلمان الأوروبي من الاتحاد اليساري الفنلندي، الحزب اليساري السويدي، حزب الشعب الاشتراكي الدانماركي، اليسار المتحد الإسباني (بما في ذلك الحزب الشيوعي)، الائتلاف اليساري اليوناني، الحزب الشيوعي الفرنسي، الحزب الشيوعي البرتغالي، الحزب الشيوعي الألماني وحزب إعادة تأسيس الشيوعية الإيطالي.
في عام 1999، انضم حزب الاشتراكية الديمقراطية الألماني (PDS) والحركة الاجتماعية الديمقراطية اليونانية (DIKKI) كأعضاء كاملين، بينما انضم أعضاء البرلمان الأوروبي الخمسة المنتخبون من قائمة الاتحاد الفرنسي التروتسكي LO-LCR كأعضاء منتسبين. وفي عام 2002، انضم أربعة من أعضاء البرلمان الأوروبي من الحركة الفرنسية الوطنية والجمهورية إلى المجموعة.
في عام 2004، لم يجرى انتخاب أي عضو من أعضاء البرلمان الأوروبي من حركات نضال العمال والرابطة الشيوعية الثورية (LO-LCR) والحركة الاجتماعية الديمقراطية اليونانية (DIKKI) –التي شهدت نزاعا مع زعيمها حول دستور الحزب– ولم يتقدم منهم أي مرشحين. وقد انضم للمجموعة أعضاء من البرلمان الأوروبي من الكتلة اليسارية البرتغالية، الشين فين الأيرلندي والشمال أيرلندي، حزب العمال التقدمي القبرصي، والحزب الشيوعي لبوهيميا ومورافيا.

## موقف المجموعة
وفقا لإعلان عام 1994 التأسيسي، فإن المجموعة تعارض الهيكل السياسي الحالي للاتحاد الأوروبي ، لكنها ملتزمة بالاندماج فيه. ويحدد ذلك الإعلان ثلاثة أهداف لبناء اتحاد أوروبي آخر، أي التغيير الكلي للمؤسسات لجعلها ديمقراطية بالكامل، وكسر السياسات المالية النيوليبرالية، وانتهاج سياسة التنمية المشتركة والتعاون العادل. تبتغي المجموعة حل منظمة حلف شمال الأطلسي (الناتو) وتعزيز منظمة الأمن والتعاون الأوروبية (OSCE). لكن المجموعة حائرة بين الإصلاح والثورة، وتركت الأمر لكل حزب ليقرر بالطريقة التي يراها مناسبة لتحقيق هذه الأهداف. وعلى هذا النحو، وضعت المجموعة نفسها كمجموعة أهلية داخل المؤسسات الأوروبية لتتمكن من التأثير على القرارات التعاونية، وكذلك كمجموعة دخيلة تسعى لإنشاء أوروبا جديدة تلغي معاهدة ماستريخت.